# Lathrotelinae
De Lathrotelinae zijn een onderfamilie van vlinders of Lepidoptera uit de familie van de grasmotten of Crambidae. Deze onderfamilie is in 1971 beschreven door John Frederick Gates Clarke. De onderfamilie bevat vijf geslachten met 42 soorten.

## Geslachten
Tussen haakjes staat het aantal soorten binnen het geslacht.
- Diplopseustis Meyrick, 1884 (7)
- Diplopseustoides Guillermet, 2013 (1)
- Lathroteles Clarke, 1971 (1)
- Orthoraphis Hampson, 1896 (4)
- Sufetula Walker, 1859 (29)